# Conus mercati
Conus mercati é uma espécie de gastrópode do gênero Conus, pertencente a família Conidae.